# Hồ Tuân
Hồ Tuân (chữ Hán: 胡遵, ? – 256), người huyện Lâm Kính, quận An Định , tướng lãnh nhà Tào Ngụy thời Tam Quốc.

## Cuộc đời và sự nghiệp
Sử cũ ghi chép về Hồ Tuân rất ít. Ông từng trải qua các chức vụ Chinh đông tướng quân, Chinh đông đại tướng quân, Vệ tướng quân, được truy tặng Xa kỵ tướng quân. Không rõ Tuân được phong tước Âm Mật hầu khi nào.
Năm Thanh Long đầu tiên (233), Tuân nhận lệnh của Tư Mã Ý, tiến hành trấn áp cuộc nổi dậy của thủ lĩnh Hung Nô là bọn Hồ Bạc Cư Tư Chức, đánh bại và khuất hàng bọn họ.
Năm thứ 2 (234), Tuân theo Tư Mã Ý đón đánh Gia Cát Lượng ở Vị Nam, nhận lệnh cùng Ung Châu thứ sử Quách Hoài phòng bị Dương Toại, hội chiến với Lượng ở Tích Thạch, đẩy lui quân Thục về Ngũ Trượng Nguyên.
Năm Cảnh Sơ thứ 2 (238), Tuân theo Tư Mã Ý thảo phạt Công Tôn Uyên ở Liêu Đông.
Tháng 11 ÂL năm Gia Bình thứ 4 (252), Tuân đang ở chức Chinh đông tướng quân, nhận lệnh của Đô đốc Hoài Bắc chư quân sự Tư Mã Chiêu, cùng bọn Gia Cát Đản đem 7 vạn quân tấn công 2 thành canh giữ đê Đông Hưng của Đông Ngô. Bọn Tuân làm cầu nổi vượt sông, bày trận trên đê, tấn công cả hai thành. Tháng chạp ÂL, Đại tướng quân Gia Cát Khác của Ngô sai bọn Đinh Phụng làm tiền bộ, đón đánh quân Ngụy. Khi ấy trời đổ tuyết lớn, bọn Tuân khinh quân Ngô ít, cởi giáp bỏ mâu, bày tiệc rượu. Bọn Đinh Phụng bất ngờ tấn công, quân Ngụy cuống cuồng bỏ chạy, tổn thất nặng nề. Đại tướng quân Tư Mã Sư không trị tội bọn Tuân, tự nhận trách nhiệm về mình, chỉ có Tư Mã Chiêu bị lột tước hầu.
Năm Chánh Nguyên thứ 2 (255), Tuân theo Tư Mã Sư dẹp loạn Vô Khâu Kiệm, nhận lệnh đốc quân Thanh, Từ ra khoảng Tiếu, Tống, chẹn đường về Thọ Xuân của bọn Vô Khâu Kiệm, Văn Khâm. Sau khi Vô Khâu Kiệm bị giết, Tuân được thăng làm Chinh đông đại tướng quân. Tháng 7 ÂL, Tuân lại được thăng làm Vệ tướng quân.
Ngày 5/7 ÂL năm Cam Lộ đầu tiên (12/8/256), Tuân mất, được truy tặng Xa kỵ tướng quân.

## Hậu nhân
Tuân có sáu con trai, sử cũ chép cố sự của 3 người là Quảng tự Tuyên Tổ, Phấn tự Huyền Uy, Liệt tự Huyền Vũ hay Vũ Huyền; Bùi Tùng Chi chú giải Tam quốc chí - Chung Hội truyện, dẫn từ Tấn chư công tán, chép tên một người nữa là Kỳ, tự Huyền Nghi.